# Chemiewerk Pieve Vergonte

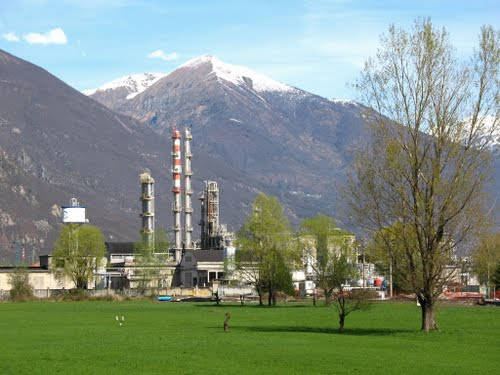
Chemiewerk Pieve Vergonte

Das Chemiewerk Pieve Vergonte, auch bekannt als Chemiewerk Rumianca, ist eine chemische Fabrik in der italienischen Gemeinde Pieve Vergonte im Piemont. In dem 1915 errichteten Werk wurden mit Unterbrechungen bis zum Ende des Zweiten Weltkrieges vor allem chemische Kampfstoffe hergestellt. Nach der Konversion auf zivile Produkte gelangte der Standort in den 1990er Jahren wegen erheblicher Umweltbelastungen in die Schlagzeilen, die zu einem Verbot des Fangens von mit DDT belasteten Fischen im Lago Maggiore führten, das für eine Fischart noch besteht (Stand Januar 2022).

## Lage
Die chemischen Werke Pieve Vergonte liegen im Ossolatal in der gleichnamigen piemontesischen Gemeinde in der Provinz Verbano-Cusio-Ossola. Am Werksgelände führt der Fluss Toce vorbei, der nach knapp 20 Kilometern bei Gravellona Toce in den Lago Maggiore mündet. Zwischen Werk und dem Toce liegt die Simplon-Staatsstraße SS 33. 1919 wurde mit einem unterirdisch angelegten Kanal der Rio Marmazza, ein Nebenfluss des Toce, durch das Werksgelände umgeleitet, um die bei der Produktion entstehenden Abwässer abzuleiten. Seit den 1920er Jahren besitzt das Werk einen eigenen Eisenbahnanschluss an der Bahnstrecke Domodossola–Novara.

## Geschichte

### Unternehmensgeschichte

#### 1915–1945
Am 15. November 1915 gründete Alfonso Vitale die nach ihm benannte Gesellschaft Società Anonima Ingegnere Alfonso Vitale. Vitale hatte bereits im August 1915 ein 80.000 m² großes Grundstück für den Bau eines Chemiewerkes von der Gemeinde Rumianca, seit 1928 eine Fraktion von Pieve Vergonte, für 24.000 Lire erworben. Mit dem Bau der Anlage wurde noch 1915 begonnen.
Zu Beginn der 1920er Jahre expandierte das Unternehmen stark, was sich auch in einer regen Bautätigkeit widerspiegelte. Es wurden Räumlichkeiten für Büros, Labors, Wohnungen, eine Mensa, ein Pförtnerhaus, Lagerhallen sowie ein Eisenbahnanschluss errichtet. Später entstand noch eine eigene Arbeitersiedlung (Villaggio Runianca) und es wurden Einfamilienhäuser für die Werksleitung erbaut. Bis in die 1940er Jahre wurden für die Belegschaft weitere Freizeiteinrichtungen geschaffen, eine Werksfußballmanschaft aufgestellt und ein werkseigenes Kino errichtet. Im Herbst des Jahres 1920 arbeiteten je nach Auftragslage zwischen 300 und 500 Arbeiter in der Fabrik. 1922 wurden die Werke an die Società Navigazione Italo Americana (SNIA) verkauft. Haupteigentümer der SNIA war der Unternehmer Riccardo Gualino. Mit dem neuen Eigentümer wurden die Werke in Società Anonima Stabilimenti di Rumianca, ab 1936 Anonima Stabilimenti di Rumianca, umbenannt. Zwei Jahre später ging die Rumianca als S.p.A. an die Börse.
Unter dem abgekürzten Namen Rumianca wurde das weiter expandierende Unternehmen bekannt. Bevor sich die Weltwirtschaftskrise bemerkbar machte, konnte die Produktion zwischen 1923 und 1927 um das Zwölffache gesteigert werden. Mit der vom faschistischen Regime verfolgten Politik der Autarkie, die mit dem völkerrechtswidrigen Angriff auf Abessinien 1935 und der damit verbundenen Isolation Italiens noch verstärkt wurde, setzte sich die schwierige wirtschaftliche Phase weiter fort. Letztere machte sich in Rumianca durch steigende Energiekosten und abnehmende Absatzmärkte bemerkbar. Während die Werksleitung zu den faschistischen Autoritäten gute Beziehungen unterhielt und die autarke Wirtschaftspolitik des Regimes unterstützte, litten die Arbeiter unter den wirtschaftlichen Einschränkungen. Letztere äußerten sich unter anderem in einem Schwund der Kaufkraft und in Lebensmittelrationierungen. 1936 zeigten sich die Behörden aufgrund der zunehmenden Alkoholismusprobleme unter der Belegschaft besorgt.
Mit dem Zweiten Weltkrieg wurde die Produktion wie bereits im Ersten Weltkrieg vom Militär vereinnahmt. Der Standort in Pieve Vergonte war Bestandteil des von Mussolini geförderten C-Waffenprogramms. In der Folge stieg der Absatz, was sich in den Beschäftigtenzahlen widerspiegelte. 1942 wurde mit 1000 Beschäftigten ein Höchststand erreicht, der danach bis Anfang der 1950er Jahre auf etwas mehr als die Hälfte zurückging. Der nachfolgende Anstieg war mit der Neuausrichtung der Produktion auf die Landwirtschaft verbunden. Bis 1959 konnte das Werksgelände auf 456.000 m² erweitert werden, 1939 waren es noch 200.000 m² gewesen.

#### Ab 1945

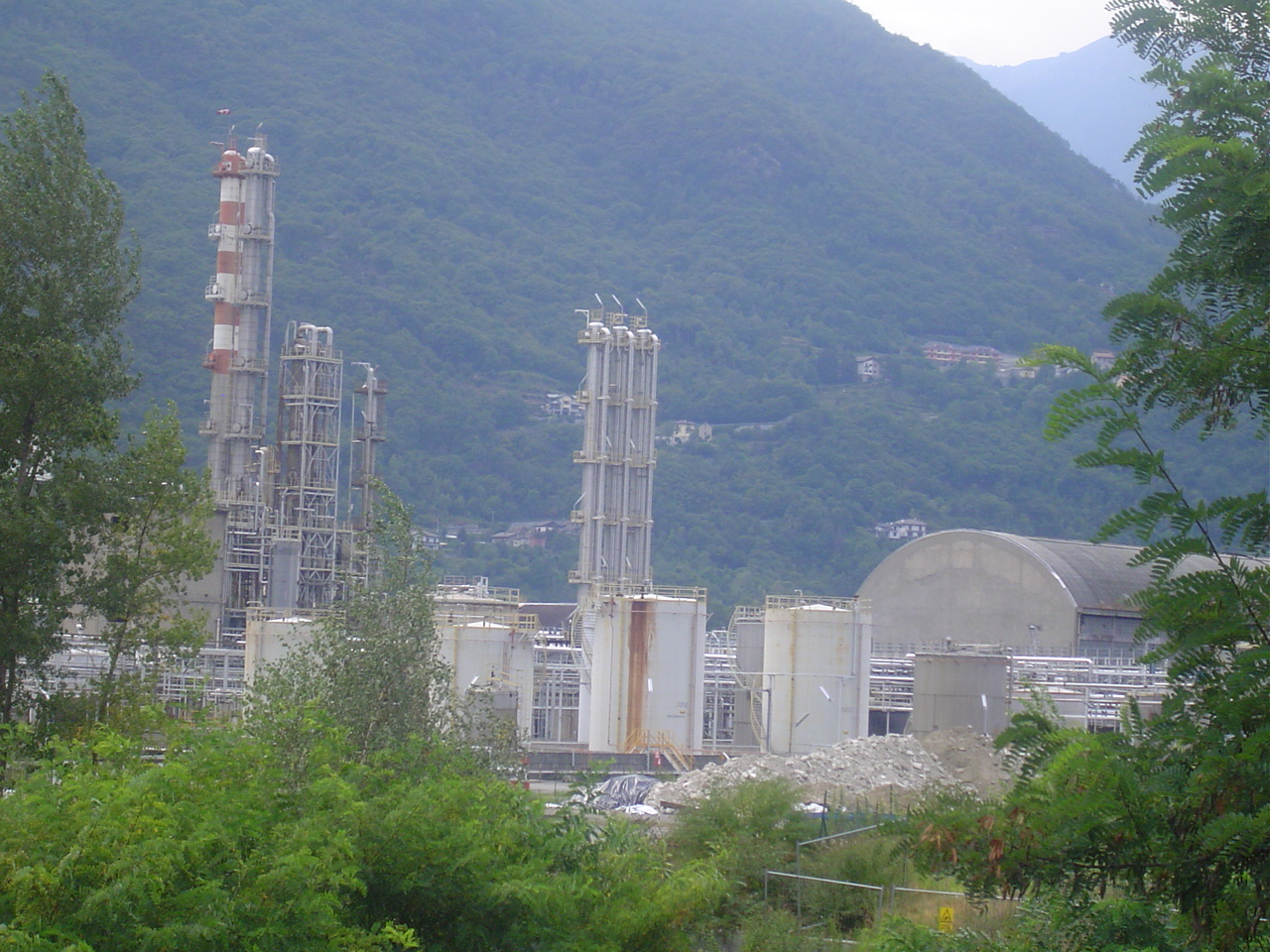
Das Werksgelände von der Simplonstaatsstraße aus gesehen

Zwischen Ende der 1940er und Anfang der 1950er Jahre kam es zu ersten Streiks unter der Belegschaft, nachdem die Unternehmensleitung die landesweit zwischen den Gewerkschaften und dem Arbeitgeberverband ausgehandelte Prämienregelung abgelehnt hatte. Lohnforderungen der Belegschaft wurden später mit weiteren Arbeitsniederlegungen Nachdruck verliehen. Infolge der Krise in der chemischen Industrie Ende der 1960er Jahre kam es zu weiteren Arbeitskämpfen. Nach der Besetzung der Fabrik wurde den Beschäftigen 1969 die Einrichtung einer aus der Belegschaft zusammengesetzten Kommission zugesagt, die die Sicherheitsvorkehrungen und den Gesundheitszustand der Beschäftigen überwachen sollte. Die Kommission sollte die Versäumnisse der Werksleitung ausgleichen, die in Anbetracht der Krise in diesen Bereichen nicht mehr investiert hatte.
Zu diesem Zeitpunkt unterstand die Rumianca bereits seit 1967 dem neuen Mehrheitseigentümer SIR (Società Italiana Resine) von Angelo Rovelli. 1981 übernahm die Anic Spa. Azienda Nazionale Idrogenazione Combustibili die Romianca einschließlich der Produktionsstätte in Pieve Vergonte. Zwei Jahre später wurde das Werk an die Enichimica Secondaria Spa., eine Tochtergesellschaft der EniChem, die zum Eni-Konzern gehörte, abgegeben. In den 1980er Jahren begann auch die zunehmende Automatisierung der Produktionsabläufe, die die Unfallrisiken der Beschäftigten wesentlich reduzierte. Mit der Übernahme durch die Eni wurden nach Aussagen der Beschäftigten auch die Sicherheitsbestimmungen erstmals wirklich ernst genommen. Moderne Schutzkleidung, Sicherheitskurse, regelmäßige Gesundheitschecks hielten mit dem Eigentümerwechsel durch die Enitochter Einzug. Dennoch kam es auch unter der neuen Führung zu Unfällen und Verstößen. So wurde 1997 der Werksleiter zu einer Haft- und Geldstrafe wegen der gesetzeswidrigen Lagerung größerer Mengen gesundheitsschädlicher Stoffe verurteilt.
Bis 1997 unterstand das Chemiewerk Pieve Vergonte verschiedenen Tochtergesellschaften des Eni-Konzerns, zuletzt der Syndial Spa. 1997 wurde Pieve Vergonte an die multinationale aus Belgien stammende Tessenderlo Group abgegeben. 2013 übernahm die Hydrochem Italia srl. die chemischen Werke Pieve Vergonte. Mit der Übernahme der Hydrochem gehört die Anlage seit 2019 der italienischen Esseco Group.

### Produktionsgeschichte

#### 1915 bis 1945
Während des Ersten Weltkrieges wurden in Rumianca Chlor und Chlorverbindungen für die Herstellung von chemischen Kampfstoffen für das italienische Heer produziert. Das Werk gehörte zu den modernsten Produktionsstätten für Chlorgas in Italien, das mittels Chloralkali-Elektrolyse im Castner-Kellner-Verfahren hergestellt wurde. Bis zum Kriegsende wurde die Herstellung unter der Leitung der Militärs ausgereift. 1916 wurde zudem die Produktion von Phosgen aufgenommen. Rumianca war damit die zweite Produktionsstätte in Italien, in der Phosgen als chemischer Kampfstoff hergestellt wurde. Täglich konnten bis zu 6 t Phosgen produziert werden. Gegen Kriegsende wurde versuchsweise auch die Produktion von Senfgas in Betrieb genommen. Daneben wurden kaustische Soda, Kohlenstoffdisulfid, Tetrachlormethan und Calciumchlorid hergestellt. Bis 1919 war die Produktion in Rumianca hauptsächlich für Kriegszwecke ausgerichtet. Neben den oben erwähnten Kampfstoffen wurden auch Füllstoffe für Nebel- und Rauchgranaten sowie Gummi für Gasmasken produziert.
1919 errichtete der Chemiker Luigi Casale im Werk Rumianca seine erste Versuchsanlage für die nach ihm benannte Herstellung von synthetischem Ammoniak im Casale-Verfahren. Mit der Versuchsanlage konnten täglich bis zu 100 kg synthetisches Ammoniak hergestellt werden. Da die Werksleitung nicht bereit war, in den Ausbau der Anlage zu investieren, beendete Casale seine Zusammenarbeit noch im gleichen Jahr. Nach dem Krieg wurde eine generelle Neuausrichtung der Absatzmärkte eingeleitet. Produziert wurden nun Stoffe für die Textil-, Pharma-, Farb-  und Papierindustrie sowie für die Landwirtschaft. Die Jahresproduktion an kaustischer Soda betrug dabei 4000 t, an Calciumchlorid wurden 1800 t im Jahr produziert. Nach dem Verkauf an den Textilunternehmer Riccardo Gualino 1922 konzentrierte man die Produktion in Rumianca insbesondere auf die Herstellung von Stoffen für die Viskosefaserherstellung.
Mit der zunehmend politischen Isolierung des faschistischen Italiens in den 1930er Jahren kam es erneut zu Produktionsumstellungen. Vorangetrieben wurden die Veränderungen auch durch die Fusion der Betreibergesellschaft mit zwei weiteren Unternehmen, darunter die Minengesellschaften aus den benachbarten Tälern Antrona, Anzasca und Toppa. Aus Nebenprodukten der Goldminen wurde in Rumianca ab 1937 Arsen gewonnen. Bereits ein Jahr zuvor war eine Anlage zur Herstellung von Kupfersulfat in Betrieb genommen worden. Mitte der 1930er Jahre rückte die Fabrik wieder in das Interesse des Militärs. Im Rahmen des von der faschistischen Regierung vorangetriebenen C-Waffenprogramms wurde in Rumianca eine Abteilung der italienischen C-Truppen (italienisch Servizio chimico militare) abgestellt. Für Heer und Luftstreitkräfte wurden Chlor- und Arsenverbindungen produziert, aber auch Tetrachlormethan für die Herstellung von Rauch- und Nebelgasen. Um die Nachfrage der Militärs befriedigen zu können, errichtete man eine leistungsstärkere Anlage für die Elektrolyse. Zudem wurde eine Anlage für die Produktion des Chlor-Arsen-Kampfstoffes CLARK 1 und des Cyanid-Arsen-Kampfstoffes CLARK 2 in Betrieb genommen.

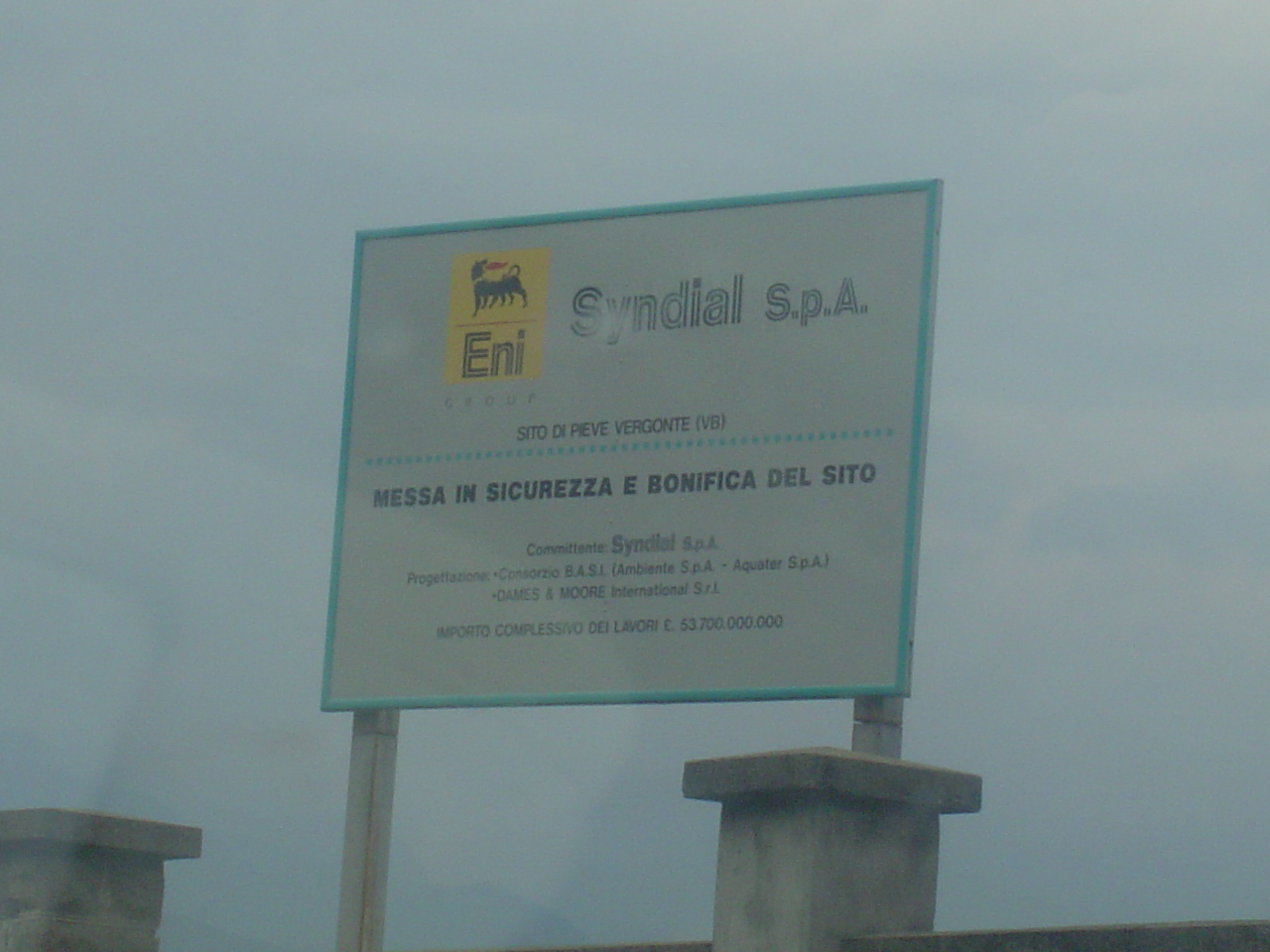
Werksschild von 2007, das auf die Umweltsanierung des Werksgeländes hinweist. Angegebene Gesamtkosten: 53,7 Milliarden Euro

Nach dem italienischen Kriegseintritt in den Zweiten Weltkrieg am 10. Juni 1940 wurde die Herstellung von Arsenverbindungen in Pieve Vergonte noch gesteigert. Dem gesteigerten Energiebedarf trug man 1941 durch den Bau eines betriebseigenen Wasserkraftwerkes einige Kilometer talabwärts bei Megolo Rechnung. Ein Teil der militärischen Produktion wurde während des Krieges exportiert. Im August 1943 verließen 500 t Chemikalien, die für die Vernebelung bestimmt waren, das Werk. Die für die Vernebelung der Heeresversuchsanstalt Peenemünde abgestellten italienischen Nebeltruppen bezogen ihren Nachschub ebenfalls aus dem Werk Rumianca. Die Produktion von chemischen Kampfstoffen wurde nach dem italienischen Waffenstillstand mit den Alliierten am 8. September 1943 und der deutschen Besetzung nicht eingestellt, sondern nun unter der Obhut der Wehrmacht fortgesetzt.

#### Ab 1945
Nach dem Krieg wurde die Produktion auf Chemikalien für die landwirtschaftliche Nutzung und auf Grundchemikalien umgestellt. Zu dem Zweck wurde ein modernes werkeigenes Labor für Studien- und Forschungszwecke errichtet. Bereits 1946 stellte man Fungizide und Herbizide auf Basis von Hexachlorcyclohexanverbindungen her. Zudem arbeitete man an Mehrnährstoffdüngern. 1948 wurde die Produktion des Insektizids DDT aufgenommen. Aufgrund des steigenden Bedarfs an Ammoniak und Schwefelsäure wurde eine Anlage zum Cracken in Betrieb genommen. 1951 begann die Produktion von verschiedenen Düngergranulaten, die sowohl NPK- als auch NP-Dünger umfassten. Nach der Modernisierung der Produktionsanlagen zwischen 1953 und 1954 konnte die Produktion um 10 % und der Umsatz um 54 % gesteigert werden. Um die steigende landwirtschaftliche Nachfrage zu decken, wurden die Produktionskapazitäten nochmals vergrößert. 1959 betrug die Jahresproduktion an Kunstdünger 175.000 t.
Mit dem Preisverfall für Kunstdünger Ende der 1960er Jahre begann eine schwierige Phase für die Fabrik. Zwischen 1973 und 1974 wurden die Anlagen für die Herstellung von Kunstdünger abgebaut. Nach wie vor hergestellt wurden Pflanzenschutzmittel. Ende der 1970er Jahre wurden die Produktionsanlagen für DDT modernisiert, für den Dauerbetrieb eingerichtet und den Umweltauflagen angepasst. Zwischen 1982 und 1985 fielen weitere Produktionslinien der Rationalisierung zum Opfer. In dieser Zeit wurde unter anderem die Anlage zum Cracken ebenso wieder abgebaut wie das 1954 errichtete Ölkraftwerk. Neu aufgenommen wurde dagegen die Produktion von polycyclischen aromatischen Kohlenwasserstoffen, die bis Mitte der 1990er Jahre weiter ausgebaut wurde. Nachdem 1989 Enimont den Export von DDT für den Einsatz als Insektizid eingestellt hatte, war das Werk in Pieve Vergonte die einzig verbliebene Produktionsstätte für DDT in Italien. Das hier produzierte DDT wurde für die Herstellung des Akarizids Dicofol verwendet. Nach der Aufdeckung der DDT-Belastungen im Lago Maggiore 1996 wurde die Produktion von DDT eingestellt. Gestoppt wurden auch die Produktionslinien für Chloral und Chlorsulfonsäure. Um die Jahrtausendwende wurde die Produktion von Dichlorbenzolen und Chlortoluole aufgenommen und 2002 eine Anlage für die Photochlorierung in Betrieb genommen. 2005 wurde die Produktion von Schwefelsäure und 2010 die von Dichlorbenzolen eingestellt.

## Umweltverschmutzung
Pieve Vergonte gehört mit seinen hohen Umweltbelastungen zu den Arealen in Italien, deren Umweltsanierung von nationalem Interesse (it. Siti di interesse nazionale (SIN)) ist. Grundlage für die Einstufung zum SIN bildet das vom italienischen Umweltministerium 1998 unter Minister Edoardo Ronchi verabschiedete Gesetz Nr. 426 vom 9. Dezember 1998. Unter den im Artikel 4 aufgelisteten 14 Arealen ist Pieve Vergonte bereits enthalten.
Das Areal wurde aufgrund mehrerer ab 1995 durchgeführter Untersuchungen aufgenommen. Anhand von Wasser- und Bodenproben konnten Umweltbelastungen verschiedenster Art auf der Bodenoberfläche bis in tiefere Bodenschichten sowie im Grundwasser festgestellt werden. Nachgewiesen wurden Belastungen mit Arsen und Quecksilber sowie mit den Metallen Blei, Kupfer, Zink, Vanadium, Selen, Nickel, Antimon und Cadmium. Des Weiteren waren die Proben mit DDT und Derivaten wie Hexachlorbenzol, Hexachlorcyclohexan, verschiedenen Kohlenwasserstoffverbindungen wie Chlorkohlenwasserstoffen und Benzol, Polychlorierten Biphenylen, Polychlorierten Dibenzodioxinen und Dibenzofuranen (im allgemeinen Sprachgebrauch vereinfacht als Dioxine bezeichnet) sowie Furan belastet.
Für Schlagzeilen sorgte 1996 die Nachricht, dass Fische aus dem Lago Maggiore Belastungen mit DDT aufwiesen, die über den zulässigen Grenzwerten lagen. Die Schweizer Behörden hatten bereits seit 1993 Untersuchungen in dieser Richtung durchgeführt. Nach der Verständigung der italienischen Behörden wurden die Untersuchungen auf den Fluss Toce ab Pieve Vergonte flussabwärts ausgeweitet und DDT-Belastungen auch in diesem Bereich festgestellt. In der Folge erließ das italienische Umweltministerium ein Fischfangverbot für den Lago Maggiore. Das Fangverbot besteht für den Agone aus der Gattung der Alosa noch heute (Stand Januar 2022). Die zur Auslichtung des Bestandes entnommenen Fische der Art Agone müssen nach wie vor als Sondermüll behandelt und entsorgt werden.
Das DDT war vom Chemiewerk Pieve Vergonte über den 1919 über das Werksgelände umgeleiteten Rio Marmazza in den Toce und dann in den Lago Maggiore gelangt. Bereits 1970 hatten Behörden auf verunreinigte Abwässer hingewiesen, die über den Rio Marmazza in den Toce gelangten. Nach der Anzeige des Fischerverbandes des Lago Maggiore bezüglich der Quecksilber- und Pestizidbelastungen im Lago Maggiore wurde der Rumianca Anfang 1976 von der damals zuständigen Provinz Novara das Ablassen von Abwässern in den Fluss Toce kurzzeitig untersagt. Im gleichen Jahr ermahnte die Präsidentin des Instituts für Hydrobiologie die Region Piemont, das Ablassen von mit DDT verunreinigten Abwässern vom Werk in Pieve Vergonte in den Toce zu unterbinden. Im Jahr darauf wurde die Werksleitung von den gegen sie erhobenen Vorwürfen freigesprochen. Zugleich erklärte die Werksleitung, die Abwasserentsorgung unter anderem für die Produktionslinie DDT verbessert zu haben. Wegen unvollständiger Unterlagen wurde das Unternehmen von der Gemeindeverwaltung jedoch abgemahnt, die Abwasserentsorgung vom Gemeindegebiet fortzusetzen.
Nach der vom Umweltministerium angeordneten Einstellung der DDT-Produktion wurden 13 führende Angestellte der Enichem 1998 wegen wiederholter Umweltvergehen und der DDT-Verschmutzung der Gewässer Rio Marmazza, Toce, Lago di Mergozzo und Lago Maggiore angeklagt. Der Strafprozess endete im Frühjahr 1999 in einem Vergleich. Im anschließenden von den Nebenklägern angestrebten Zivilprozess wurden 12 Angeklagte zu geringfügigen Bewährungsstrafen und Enichem zu einer Schadensersatzzahlung von 11,6 Milliarden Lire verurteilt. 2008 verurteilte das Gericht in Turin Syndial, als Rechtsnachfolger der Enichem, zu einer Zahlung von 1,9 Milliarden Euro an das italienische Umweltministerium. Das Urteil wurde in letzter Instanz vom Kassationsgerichtshof in Rom im Juli 2021 bestätigt, nachdem sich bereits das Appellationsgericht in Turin in gleicher Weise ausgesprochen hatte.

### Gesundheitsschäden
Epidemiologische Studien, die nach der Einstufung zum Areal von nationaler Bedeutung auf dem Gebiet der Gemeinden Pieve Vergonte sowie den beiden Nachbargemeinden Piedimulera und Vogogna durchgeführt wurden, weisen bei der betroffenen Bevölkerung auf Anomalien in Bezug auf die Mortalität hin, die mit dem Werk in Verbindung gebracht werden können. So sind in dem Areal überdurchschnittlich viele Todesfälle unter beiden Geschlechtern zu verzeichnen, die auf Tumoren im Colon und Mastdarm bei Frauen sowie im Magen bei beiden Geschlechtern oder auf Atemwegs- bzw. Kreislauferkrankungen zurückzuführen sind.

### Umweltsanierung
Ein erstes Projekt zur Umweltsanierung des Werksgeländes wurde 1999 von Enichem vorgestellt. Das Projekt sah die Errichtung einer wasserundurchlässigen 500.000 m³ großen Sondermülldeponie vor. Wegen der Nähe zum Fluss Toce lehnte die Region Piemont das Projekt ab. Ein Jahr später legte das italienische Umweltministerium das zu sanierende Areal fest. Weil exakte Informationen über den Grad der Umweltbelastung fehlten, wurde das zu sanierende Areal weit über das Chemiewerk Pieve Vergonte hinaus festgelegt. Es umfasst neben der Gemeinde Pieve Vergonte auch die beiden Nachbargemeinden Piedimulera und Vogogna, den umgeleiteten Rio Marmazza, den Fluss Toce bis zur Einmündung in den Lago Maggiore, den Lago Maggiore zwischen Ghiffa im Norden und Ispra im Süden sowie den Lago di Mergozzo. Die zu sanierende Gesamtfläche beträgt nach Angaben des italienischen Umweltministeriums 15.150 ha. Die Sanierungskosten wurden 2001 vom Ministerium auf 108 Milliarden Euro geschätzt.
2001 wurde mit der Umweltsanierung des Werksgeländes begonnen. Vorrangiges Ziel war es, die weitere Kontaminierung des Grundwassers zu verhindern. Zu diesem Zweck wurde eine Fläche von 80.000 m² abgedichtet und mehrere Brunnen wurden angelegt, um das bereits kontaminierte Grundwasser abzupumpen und in einer eigens errichteten Kläranlage zu reinigen. 2003 wurde das von Syndial vorgestellte Projekt zur Sanierung des unter dem Werksgelände und als Abwasserkanal genutzten Rio Marmazza von der Gemeindeverwaltung Pieve Vergonte abgelehnt. Stattdessen griff das Umweltministerium den Vorschlag der Gemeinde auf, den ursprünglichen Bachlauf wiederherzustellen. Ebenso abgelehnt wurde ein 2004 vorgestelltes Projekt, das die thermische Behandlung des kontaminierten Boden vor der Einlagerung in einer örtlichen Sondermülldeponie vorsah. Im Jahr darauf einigte sich das Unternehmen mit den drei betroffenen Gemeindeverwaltungen dahingehend, das am meisten kontaminierte Material auf Sondermülldeponien in Deutschland entsorgen zu lassen und den ursprünglichen Lauf des Rio Marmazza wiederherzustellen.
Rechtsstreitigkeiten führten dazu, dass die Sanierungsarbeiten nur zögerlich ausgeführt wurden. Erst 2016 wurde der mehrmals geänderte Sanierungsplan in Angriff genommen. Im Januar 2021 begannen die Arbeiten zur Wiederherstellung des ursprünglichen Bachlaufs des Rio Marmazza. 2019 nannte die Region Piemont das Jahr 2028 als voraussichtliches Ende der Umweltsanierung, 113 Jahre nachdem das Chemiewerk Pieve Vergonte in Betrieb genommen wurde.